# Sven Johan Nilsson
Sven Johan Nilsson, född 15 januari 1898 i Vanstads församling, Malmöhus län, död 22 december 1989,  var en svensk jurist. 
Nilsson, som var son till bygdeforskaren Anders Nilsson och Johanna Åkesdotter, blev juris kandidat vid Lunds universitet 1923. Efter tingstjänstgöring blev han extra länsnotarie i Jämtlands län 1925, länsnotarie 1931, länsassessor i Älvsborgs län 1938, landssekreterare i Västernorrlands län 1944–1957 och i Uppsala län 1957–1964. Han innehade olika uppdrag inom styrelser och direktioner i Jämtlands, Älvsborgs och Västernorrlands län 1925–1957, var sekreterare kommunindelningskommittén 1943–1945, 1942 års sakkunnig för revision av förordning angående explosiva varor 1942–1947, sakkunnig i socialdepartementet 1945–1946 och ordförande i Svenska Handelsbankens avdelningsstyrelse i Härnösand 1950–1957. Han skrev tidskriftsartiklar rörande administration och sociala frågor samt Förfäder från Färs. En släkt- och släktgårdskrönika från Färs härad i Skåne (1979).